# Ainaži
Ainaži (in tedesco Haynasch) è una delle città più settentrionali della municipalità di Limbaži nell'estremo nord della Lettonia. Ainaži è una città portuale, infatti, si affaccia a occidente nel Golfo di Riga nel Mar Baltico. A pochissimi chilometri più a nord della città si trova l'Estonia.

## Storia
Secondo gli antichi documenti, la città dovrebbe risalire al 1546. Per secoli la città è stata un piccolo porto esportatrice di merluzzo. Per decenni la città è dipesa dall'URSS che ne ha fortemente modificato l'economia; oggi la città è ritornata a essere una piccola città portuale.

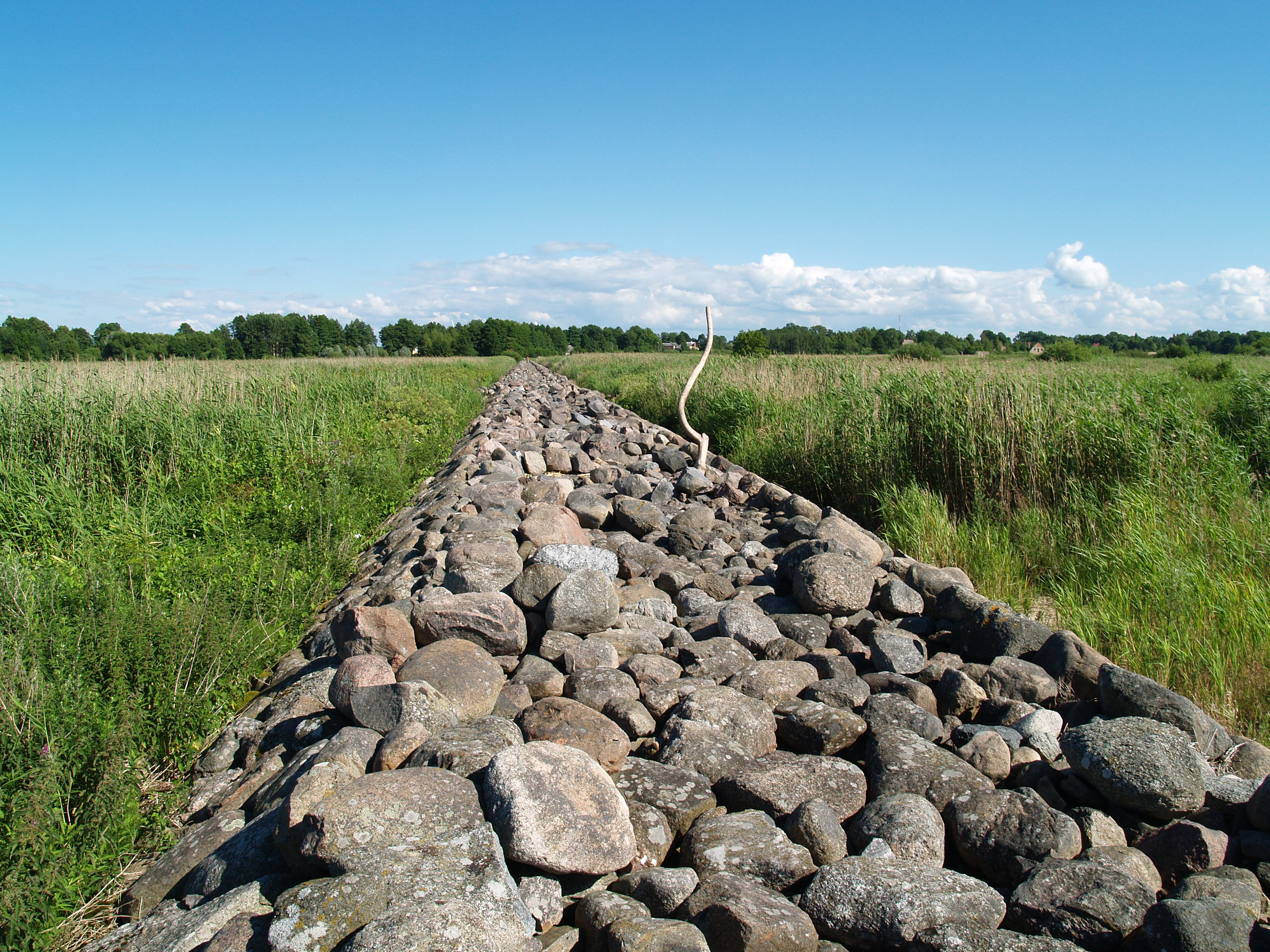
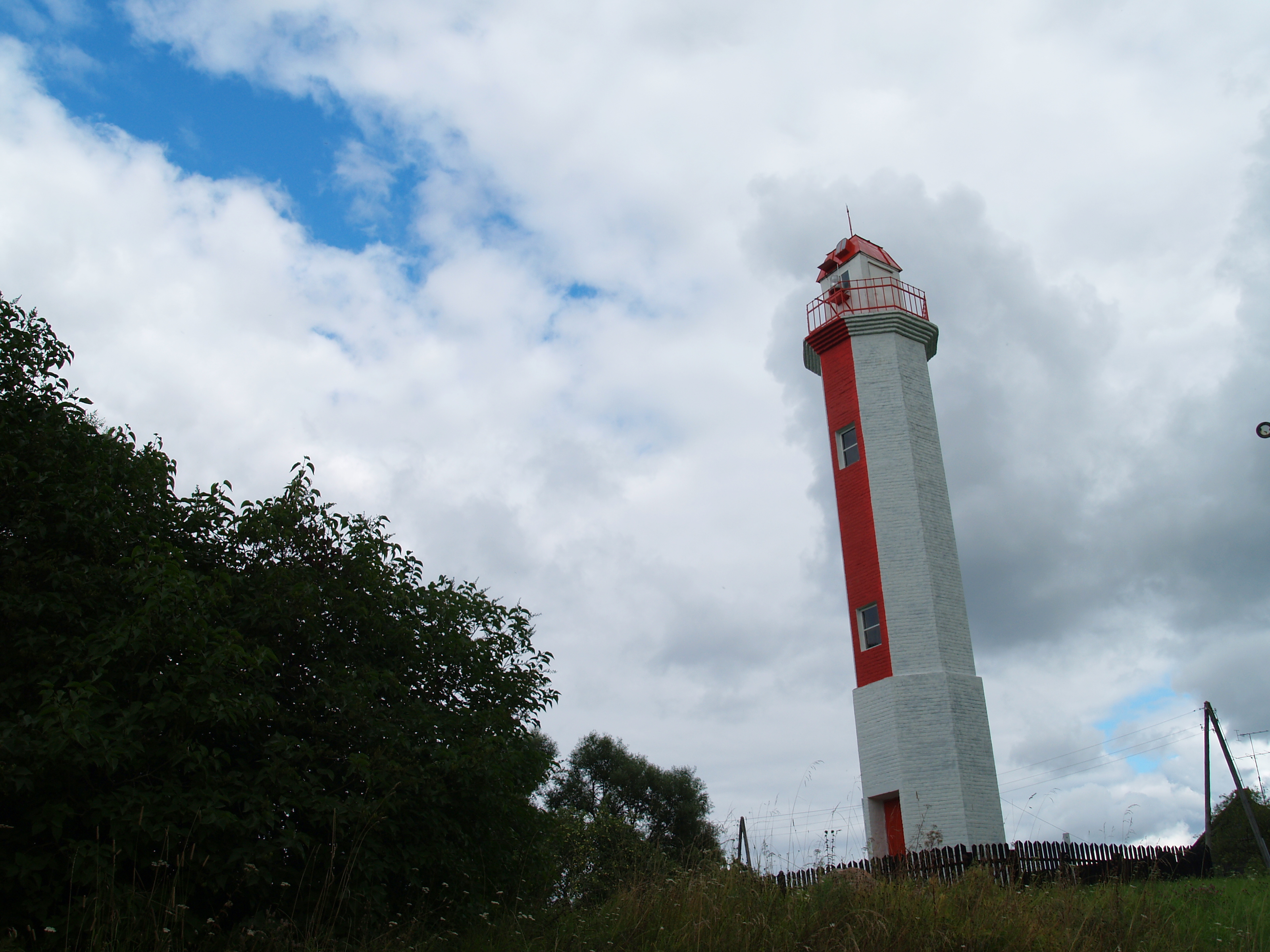
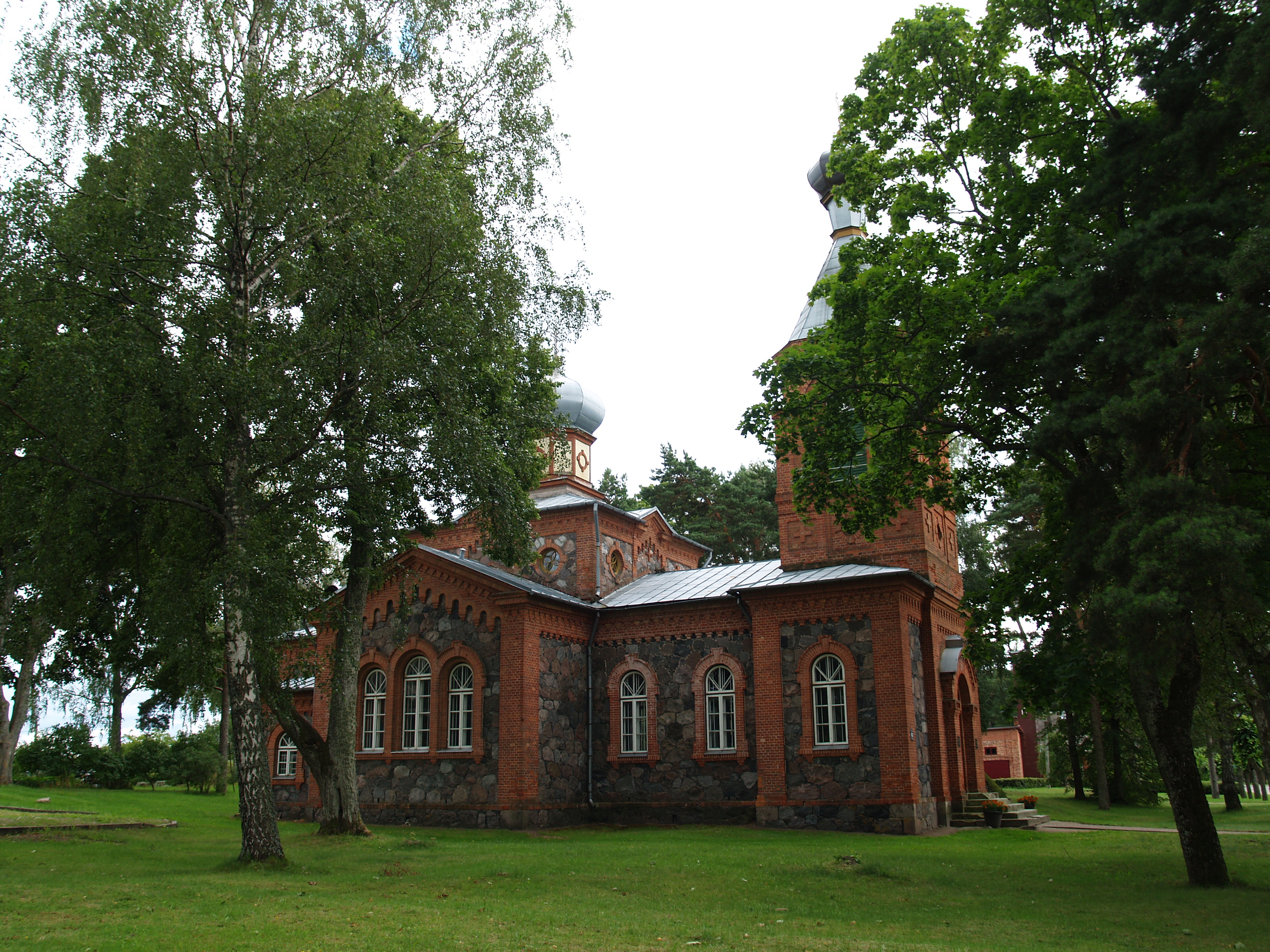
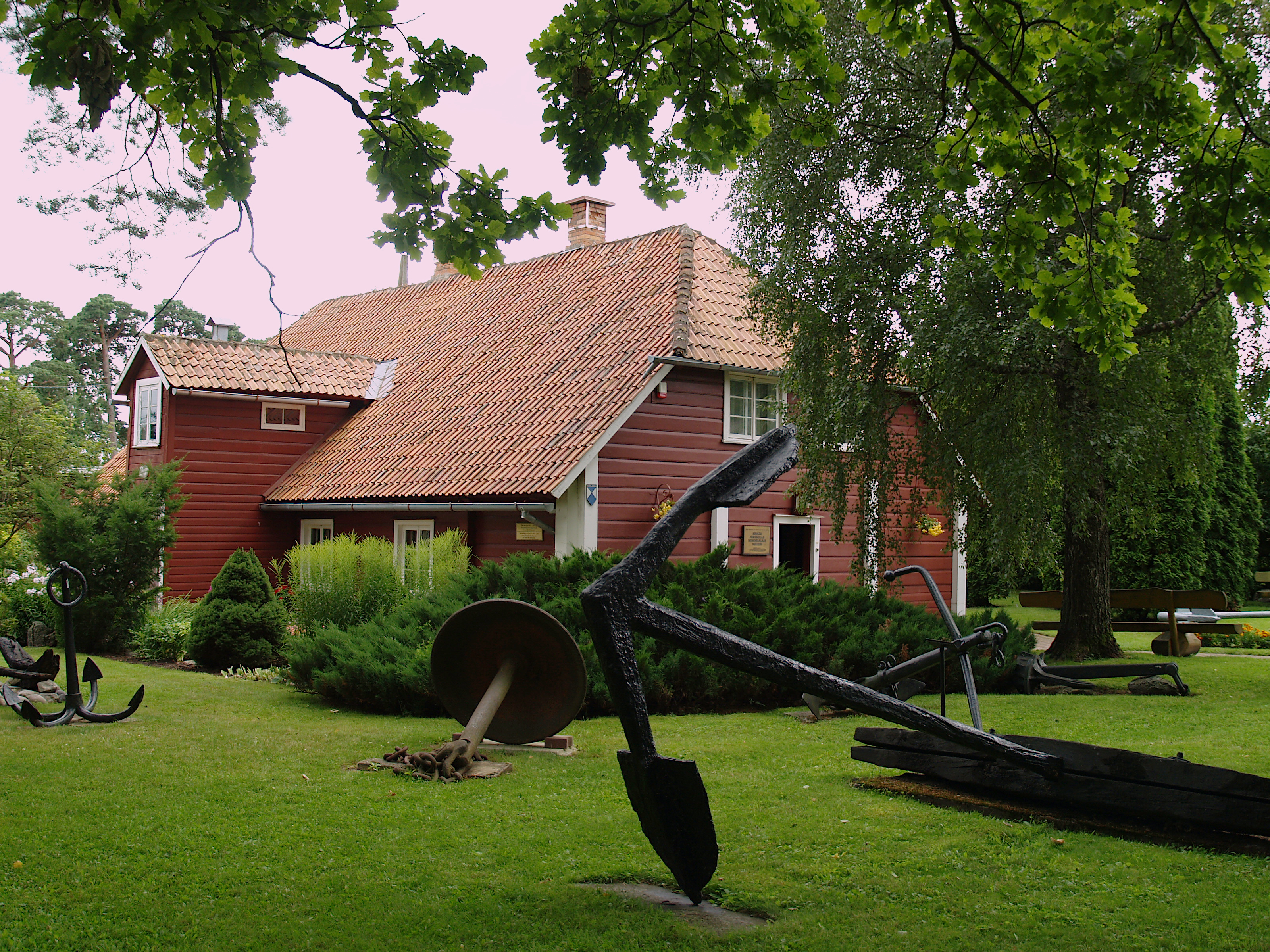
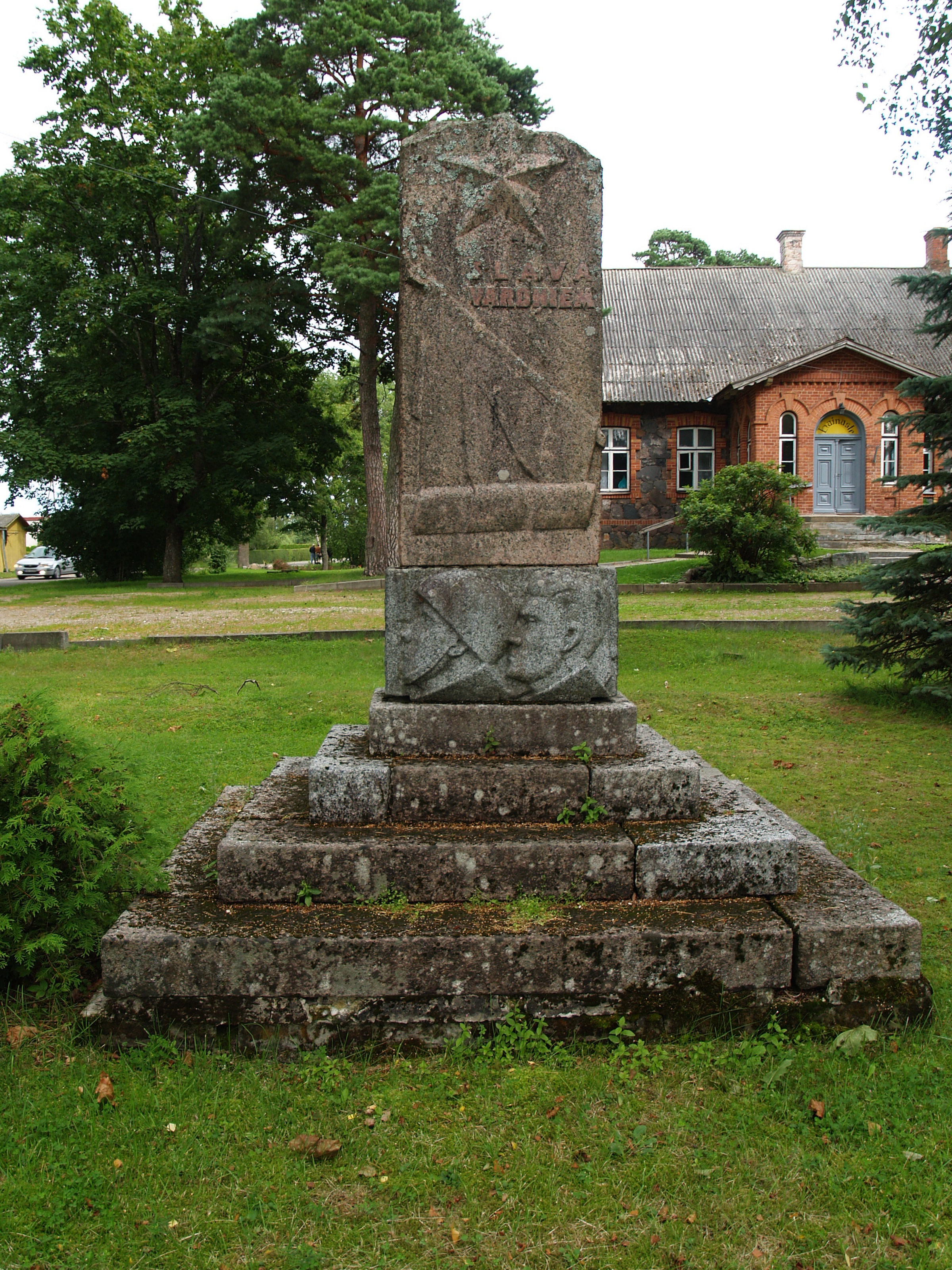
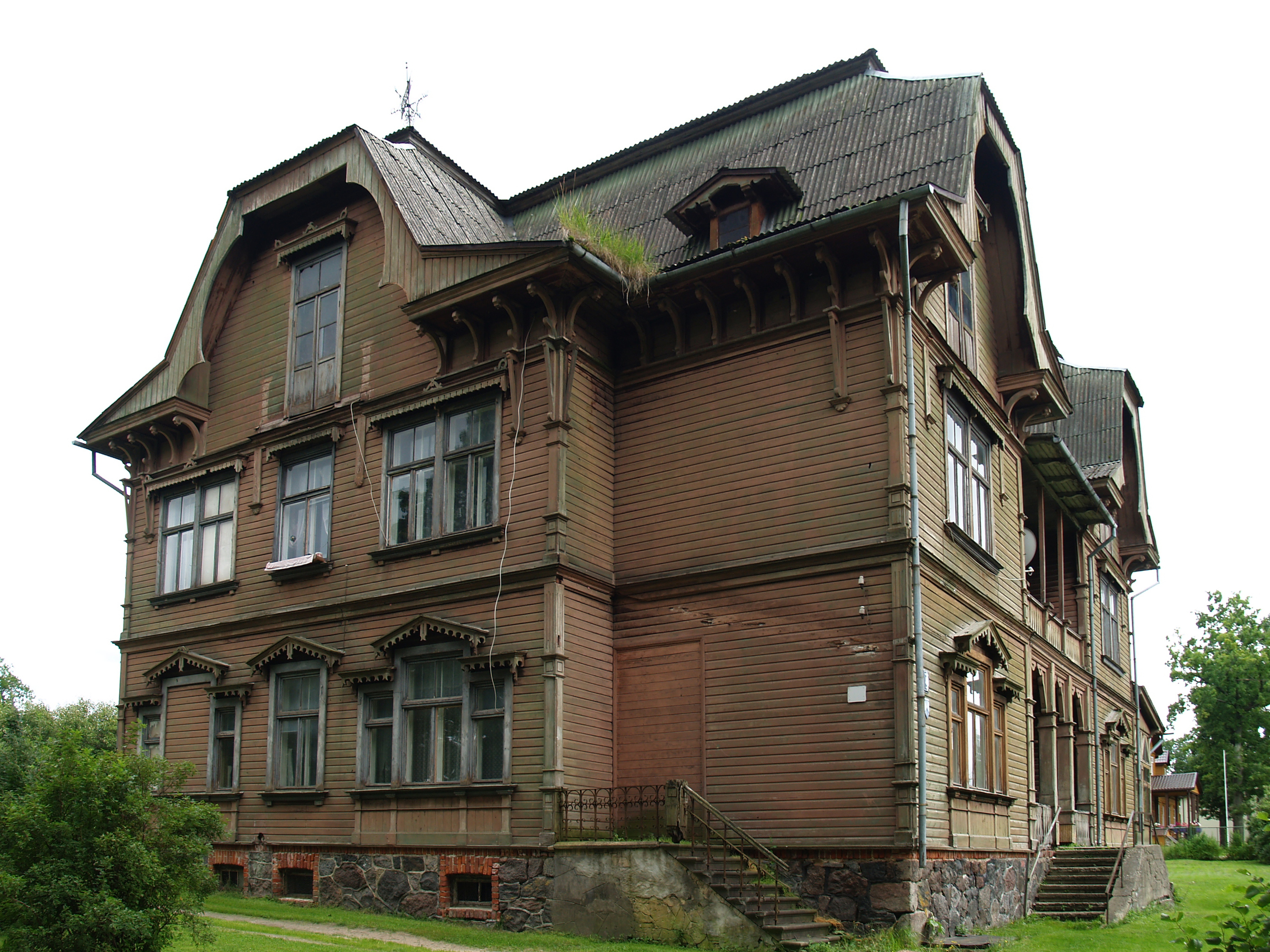
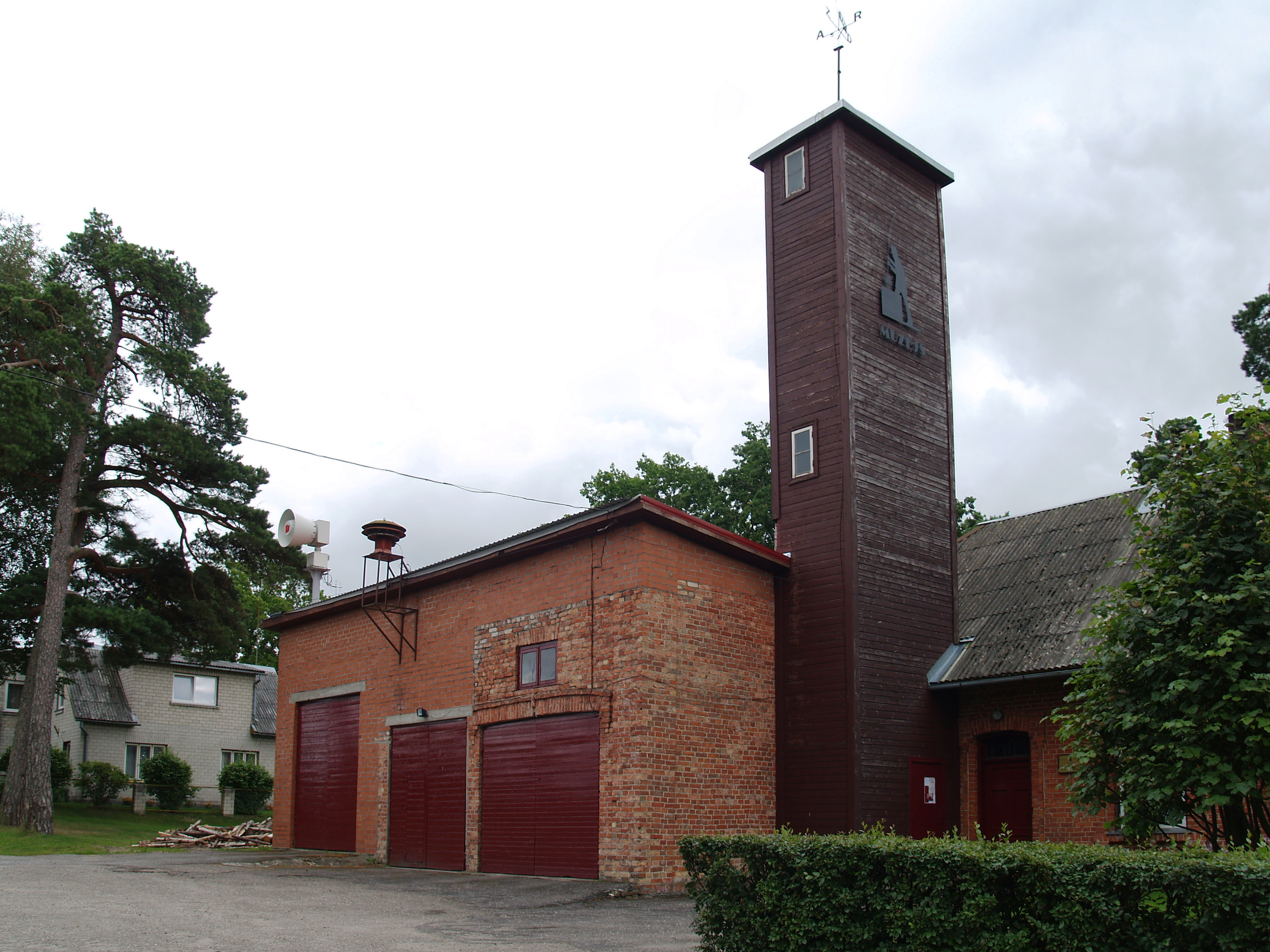